# Deuxième conférence ministérielle de l'Organisation mondiale du commerce
La deuxième conférence ministérielle de l'OMC s'est tenue du 18 au 20 mai 1998 à Genève (Suisse). Cette conférence a été marquée par le contexte de la crise asiatique, de l'échec de l'Accord multilatéral sur l'investissement au sein de OCDE et d'un contexte politique très tendu entre l'Union européenne et les États-Unis à propos de deux nouvelles lois nord-américaines :
- Loi Helms-Burton : destinée à renforcer l'embargo des États-Unis contre Cuba, cette loi sanctionne toute société faisant du commerce avec Cuba. Votée à la suite de l'arraisonnement par Cuba d'avions transportant des réfugiés, cette loi permet de traduire devant les tribunaux américains toute entreprise qui aurait profité de biens confisqués à des citoyens américains par le régime de Fidel Castro depuis 1959. Cette loi a été contestée par l'Europe devant l'OMC car elle est contraire aux principes de l'OMC. Les États-Unis ont refusé cet arbitrage en prétextant qu'elle relevait du domaine militaire et non commercial.
- Loi d'Amato-Kennedy : à la suite de la destruction d'un avion civil de la TWA, les États-Unis ont considéré qu'un régime islamique en était responsable. Par représailles, les Américains ont voté cette loi qui instaure des sanctions contre toute société effectuant un investissement de plus de 20 millions de dollars dans le secteur énergétique en Libye ou en Iran. Si une société réalisait de tels investissements, elle risque de se voir interdire toute possibilité d'échange (importations et exportations) avec les États-Unis. Les premières sociétés touchées étaient majoritairement des sociétés européennes (la Libye et l'Iran figurant alors parmi les principaux fournisseurs de pétrole de l'Europe). L'OMC a donc adopté un compromis en levant les sanctions infligées aux entreprises européennes en échange de quoi l'Europe s'engageait à dissuader l'Iran et la Libye d'acquérir des armes de destruction massive.

La conférence a eu relativement peu d'avancée, en dehors d'un accord sur le commerce électronique.